# Krwawa hrabina
Krwawa hrabina (ang. The Countess) − francusko-niemiecki dramat historyczny z 2009 roku w reżyserii Julie Delpy. Delpy była też autorką scenariusza i muzyki, a także zagrała główną rolę. Film bazuje na biografii węgierskiej arystokratki Elżbiety Batory.

## Obsada
- Julie Delpy - hrabina Elżbieta Batory
- William Hurt - hrabia Jerzy VII Thurzo
- Daniel Brühl - István Thurzo
- Adriana Altaras - ciotka Klara Batory
- Charly Hübner -  Franciszek Nádasdy
- Anamaria Marinca - wiedźma Anna Darvulia
- Sebastian Blomberg - Dominic Vizakna
- Andy Gatjen - Miklos
- Rolf Kanies - hrabia Krajevo
- Jesse Inman - król Maciej
- Jeanette Hain - Anna Batory
- Frederick Lau - Janos
- Henriette Confurius - Kayla
- Nikolai Kinski - nauczyciel

## Produkcja
Zdjęcia kręcono w następujących lokacjach na terenie Niemiec:
- Berlin i Brandenburgia;
- Saksonia (zamek Kriebstein; zamek Albrechtsburg w Miśni);
- Turyngia[2][3].